# Чемпионат Европы по лёгкой атлетике 2016 — эстафета 4×100 метров (мужчины)
Соревнования в эстафете 4×100 метров у мужчин на чемпионате Европы по лёгкой атлетике в Амстердаме прошли 9 и 10 июля 2016 года на Олимпийском стадионе. К соревнованиям были допущены 16 сильнейших сборных Старого Света, определявшиеся по сумме двух лучших результатов, показанных в период с 1 января 2015 года по 19 июня 2016 года.
Действующим чемпионом Европы в эстафете 4×100 метров являлась сборная Великобритании.

## Рекорды
До начала соревнований действующими были следующие рекорды.
| Мировой рекорд                   | Ямайка · Неста Картер · Майкл Фрэйтер · Йохан Блейк · Усэйн Болт                     | 36,84 | Лондон, Великобритания | 11 августа 2012 |
| Рекорд Европы                    | Великобритания · Джейсон Гарденер · Даррен Кэмпбелл · Марлон Девониш · Дуэйн Чемберс | 37,73 | Севилья, Испания       | 29 августа 1999 |
| Рекорд чемпионатов Европы        | Франция · Макс Мориньер · Даниэль Сангума · Жан-Шарль Труабаль · Брюно Мари-Роз      | 37,79 | Сплит, Югославия       | 1 сентября 1990 |
| Лучший результат сезона в мире   | Канада · Аким Хейнс · Аарон Браун · Брендон Родни · Андре Де Грасс                   | 38,11 | Гейнсвилл, США         | 2 апреля 2016   |
| Лучший результат сезона в Европе | Турция · Эмре Барнс · Жак Али Харви · Иззет Сафер · Рамиль Гулиев                    | 38,31 | Эрзурум, Турция        | 12 июня 2016    |

## Расписание
| Дата         | Время | Раунд соревнований     |
| ------------ | ----- | ---------------------- |
| 9 июля 2016  | 19:40 | Предварительные забеги |
| 10 июля 2016 | 17:55 | Финал                  |

Время местное (UTC+2)

## Медалисты
| Золото                                                                            | Серебро                                                                  | Бронза                                                                              |
| Великобритания · Джеймс Дасаолу · Адам Джемили · Джеймс Эллингтон · Чиджинду Уджа | Франция · Марвин Рене · Стюарт Дютамби · Микаэль-Меба Зезе · Джимми Вико | Германия · Юлиан Ройс · Свен Книппхальс · Рой Шмидт · Лукас Якубчик · Роберт Херинг |

Курсивом выделены участники, выступавшие только в предварительных забегах

## Результаты
Обозначения: Q — Автоматическая квалификация | q — Квалификация по показанному результату | WR — Мировой рекорд | ER — Рекорд Европы | CR — Рекорд чемпионатов Европы | NR — Национальный рекорд | NUR — Национальный рекорд среди молодёжи | WL — Лучший результат сезона в мире | EL — Лучший результат сезона в Европе | SB — Лучший результат в сезоне | DNS — Не стартовали | DNF — Не финишировали | DQ — Дисквалифицированы

### Предварительные забеги
Квалификация: первые 3 команды в каждом забеге (Q) плюс 2 лучших по времени (q) проходили в финал.
| Место | Команда                                                                             | Забег | Результат | Примечания |
| ----- | ----------------------------------------------------------------------------------- | ----- | --------- | ---------- |
| 1     | Великобритания (Джеймс Дасаолу, Адам Джемили, Джеймс Эллингтон, Чиджинду Уджа)      | 1     | 38,12     | Q, EL      |
| 2     | Германия (Юлиан Ройс, Свен Книппхальс, Роберт Херинг, Лукас Якубчик)                | 1     | 38,25     | Q, SB      |
| 3     | Италия (Массимилиано Ферраро, Федерико Каттанео, Давиде Маненти, Филиппо Торту)     | 1     | 38,58     | Q, SB      |
| 4     | Польша (Гжегож Зимневич, Пшемыслав Словиковский, Адам Павловский, Кароль Залевский) | 2     | 38,64     | Q, SB      |
| 5     | Нидерланды (Джованни Кодрингтон, Чуранди Мартина, Патрик ван Лёйк, Димитри Жюлье)   | 2     | 38,78     | Q          |
| 6     | Франция (Марвин Рене, Стюарт Дютамби, Микаэль-Меба Зезе, Джимми Вико)               | 2     | 38,85     | Q, SB      |
| 7     | Швейцария (Паскаль Манчини, Рето Шенкель, Сугантан Сомасундаран, Алекс Уилсон)      | 1     | 38,88     | q, SB      |
| 8     | Украина (Роман Кравцов, Владимир Супрун, Игорь Бодров, Виталий Корж)                | 1     | 39,12     | q          |
| 9     | Испания (Мауро Триана, Оскар Усильос, Альберто Гавальда, Анхель Давид Родригес)     | 1     | 39,15     | SB         |
| 10    | Норвегия (Йонас Халонен, Джонатан Куарку, Хокон Муркен, Джейсума Саиди Ндуре)       | 2     | 39,35     | SB         |
| 11    | Швеция (Эмиль фон Барт, Остин Хэмилтон, Том Клинг-Баптист, Йохан Виссман)           | 1     | 39,37     | SB         |
| 12    | Португалия (Анкуйям Лопеш, Фрэнсис Обиквелу, Давид Лима, Карлуш Насименту)          | 2     | 39,51     |            |
| 13    | Ирландия (Джейсон Смит, Ианна Мэдден, Джонатон Браунинг, Маркус Лоулер)             | 1     | 39,52     | SB         |
| 14    | Турция (Умутджан Эмектас, Жак Али Харви, Иззет Сафер, Рамиль Гулиев)                | 2     | 39,58     |            |
| 15    | Финляндия (Ээту Рантала, Отто Альфорс, Самули Самуэльссон, Вилле Мюллюмяки)         | 2     | 39,68     |            |
| 16    | Румыния (Даниэл Будин, Йоан Мелническу, Йонуц Нягое, Каталин Кымпяну)               | 2     | 39,98     |            |

### Финал
Финал в эстафете 4×100 метров у мужчин состоялся 10 июля 2016 года. В тройке призёров, как и двумя годами ранее, оказались команды Великобритании, Франции и Германии. Британцы защитили титул чемпионов Европы.
| Место | Команда                                                                             | Результат | Примечания |
| ----- | ----------------------------------------------------------------------------------- | --------- | ---------- |
| 1     | Великобритания (Джеймс Дасаолу, Адам Джемили, Джеймс Эллингтон, Чиджинду Уджа)      | 38,17     |            |
| 2     | Франция (Марвин Рене, Стюарт Дютамби, Микаэль-Меба Зезе, Джимми Вико)               | 38,38     | SB         |
| 3     | Германия (Юлиан Ройс, Свен Книппхальс, Рой Шмидт, Лукас Якубчик)                    | 38,47     |            |
| 4     | Нидерланды (Соломон Бокари, Чуранди Мартина, Патрик ван Лёйк, Джованни Кодрингтон)  | 38,57     |            |
| 5     | Италия (Массимилиано Ферраро, Федерико Каттанео, Давиде Маненти, Филиппо Торту)     | 38,69     |            |
| 6     | Польша (Гжегож Зимневич, Пшемыслав Словиковский, Адам Павловский, Кароль Залевский) | 38,69     |            |
| 7     | Швейцария (Паскаль Манчини, Рето Шенкель, Сугантан Сомасундаран, Алекс Уилсон)      | 39,11     |            |
| 8     | Украина (Роман Кравцов, Владимир Супрун, Игорь Бодров, Виталий Корж)                | 39,46     |            |